# Lộc Nga
Lộc Nga là một xã thuộc thành phố Bảo Lộc, tỉnh Lâm Đồng, Việt Nam.

## Địa lý
Xã Lộc Nga có vị trí địa lý:
- Phía đông và phía nam giáp huyện Bảo Lâm
- Phía tây giáp phường Lộc Sơn
- Phía bắc giáp xã Lộc Thanh.

Xã Lộc Nga có diện tích 16,22 km², dân số năm 2022 là 12.382 người, mật độ dân số đạt 763 người/km².

## Hành chính
Xã Lộc Nga được chia thành 10 thôn: Đại Nga 1, Đại Nga 2, Kim Điền, Kim Thanh, Nau Sry, Nga Sơn 1, Nga Sơn 2, Tân Hóa 1, Tân Hóa 2, Thanh Xá.

## Lịch sử
Ngày 11 tháng 7 năm 1994, Chính phủ ban hành Nghị định số 65-CP về việc chuyển xã Lộc Nga thuộc huyện Bảo Lộc cũ về thị xã Bảo Lộc mới thành lập quản lý.
Ngày 8 tháng 4 năm 2010, Chính phủ ban hành Nghị quyết 19/NQ-CP về việc thành lập thành phố Bảo Lộc thuộc tỉnh Lâm Đồng. Xã Lộc Nga trực thuộc thành phố Bảo Lộc.
Ngày 11 tháng 12 năm 2015, HĐND tỉnh Lâm Đồng ban hành Nghị quyết số 151/2015/NQ-HĐND về việc:
- Thành lập thôn Kim Điền và thôn Thanh Xá trên cơ sở một phần của thôn Kim Thanh.
- Thành lập thôn Đại Nga 2 trên cơ sở một phần của thôn Đại Nga.
- Đổi tên thôn Đại Nga cũ thành thôn Đại Nga 1.
- Thành lập thôn Tân Hóa 2 trên cơ sở một phần của thôn Tân Hóa.
- Đổi tên thôn Tân Hóa cũ thành thôn Tân Hóa 1.
- Thành lập thôn Nga Sơn 2 trên cơ sở một phần của thôn Nga Sơn.
- Đổi tên thôn Nga Sơn cũ thành thôn Nga Sơn 1.